# Kékcsőrű réce
A kékcsőrű réce vagy fehérfejű réce (Oxyura leucocephala) a madarak osztályának a lúdalakúak (Anseriformes) rendjébe, ezen belül a récefélék (Anatidae) családjába, azon belül pedig a halcsontfarkú réceformák (Oxyurinae) alcsaládjába tartozó faj.

## Előfordulása
Szigetszerűen fordul elő Spanyolország déli részétől a Közel-Keleten keresztül Kína középső részéig. Kis populáció talán még előfordulnak az Atlasz-hegység országaiban (Marokkó, Algéria, Tunézia) is. 
Elsősorban Ázsia száraz sztyeppéinek és félsivatagos régióinak magas sótartalmú keserű tavain érzi otthon magát. Csak egy, a Kaszpi-tengertől több mint 1000 km-re keletre fekvő területen gyakori, innen nyugatra állományai nagyon felszabdaltak és arrafelé mindenütt ritka.
Édes vizek és félsós lagúnák lakója.

## Megjelenése
Testhossza 43-48 centiméter, a szárnyfesztávolsága 62–70 centiméter, testtömege pedig 550–900 gramm. A tojó kicsit kisebb, mint a hím. Világoskék megvastagodott csőre van.
Nász idején a hím csőre égszínkék, szemei sárgák. A fej oldalt nagyrészt fehér, kivéve egy csíkot a feje tetején. Oldala, tarkója, nyakörve, farka, háta rozsdavörös alapon finom, feketésbarna hullámos mintájú. 
A tojó csőre feketéskék, fejtetője feketés, szemei alatt fehér csík húzódik. Álla és torka fehér. Hátának rajzolata homályosabb és elmosódottabb, mint a gácséré. 
Úszás közben a kékcsőrű réce testének elülső része merül legmélyebben a vízbe, míg farka majdnem merőlegesen emelkedik a levegőbe. Veszély esetén elnehezül és nyakig a vízbe merül.

## Életmódja
Túlnyomórészt vegetáriánus, főleg vízinövények hajtásait és magvait eszi. Majdnem egész nap táplálék után kutat, míg a többi récefaj egyedei napközben pihennek.

## Szaporodása
Nász idején a hímek a felemelt faroktollaikkal udvarolnak. 
A sztyepp olyan, többnyire sós tavain költ, ahol még megél a nádas és a víz alatti növényzet.
Fészkét korhadt fák üregébe vagy a földre rakja és pehelytollal béleli ki. A fészekalj 3-8 tojásból áll, melyen 23-25 napig kotlik.
Fészkelőhelye olyan közel van a vízhez, hogy a madár a fészekből rögtön a víz alá merülhet, és ezt meg is teszi a legkisebb zavar esetén is. Tojásai sokkal durvább héjúak, mint más récék tojásai. Már a fiókák is merőlegesen tartják farkukat. Ők a nádasban rejtőznek. 
|  |

## Kárpát-medencei előfordulása
Magyarországon ritka alkalmi vendég. Egészen a '60-as évekig szórványosan költött szikes tavaink mentén, de aztán kipusztult.
Visszatelepítésével megpróbálkoztak a '80-as években, de a programot félbe kellett hagyni, mivel nem akadt több visszatelepíthető madár. A kevés szabadon engedett madár eltűnt vagy elvonult az országból.
Így mára a fajt igen ritkán lehet a Kárpát-medencében megfigyelni.

## Képek

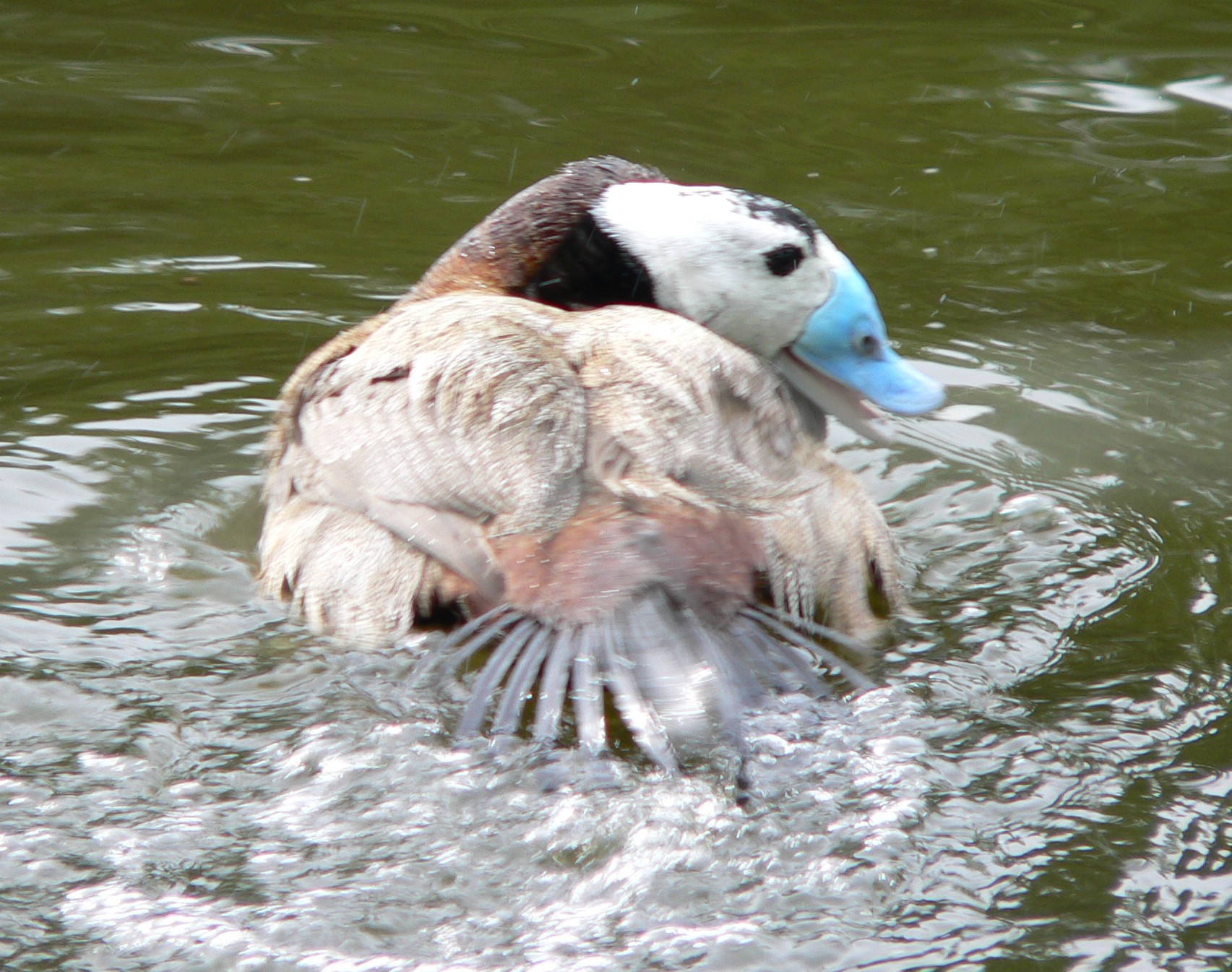
Hím kékcsőrű réce
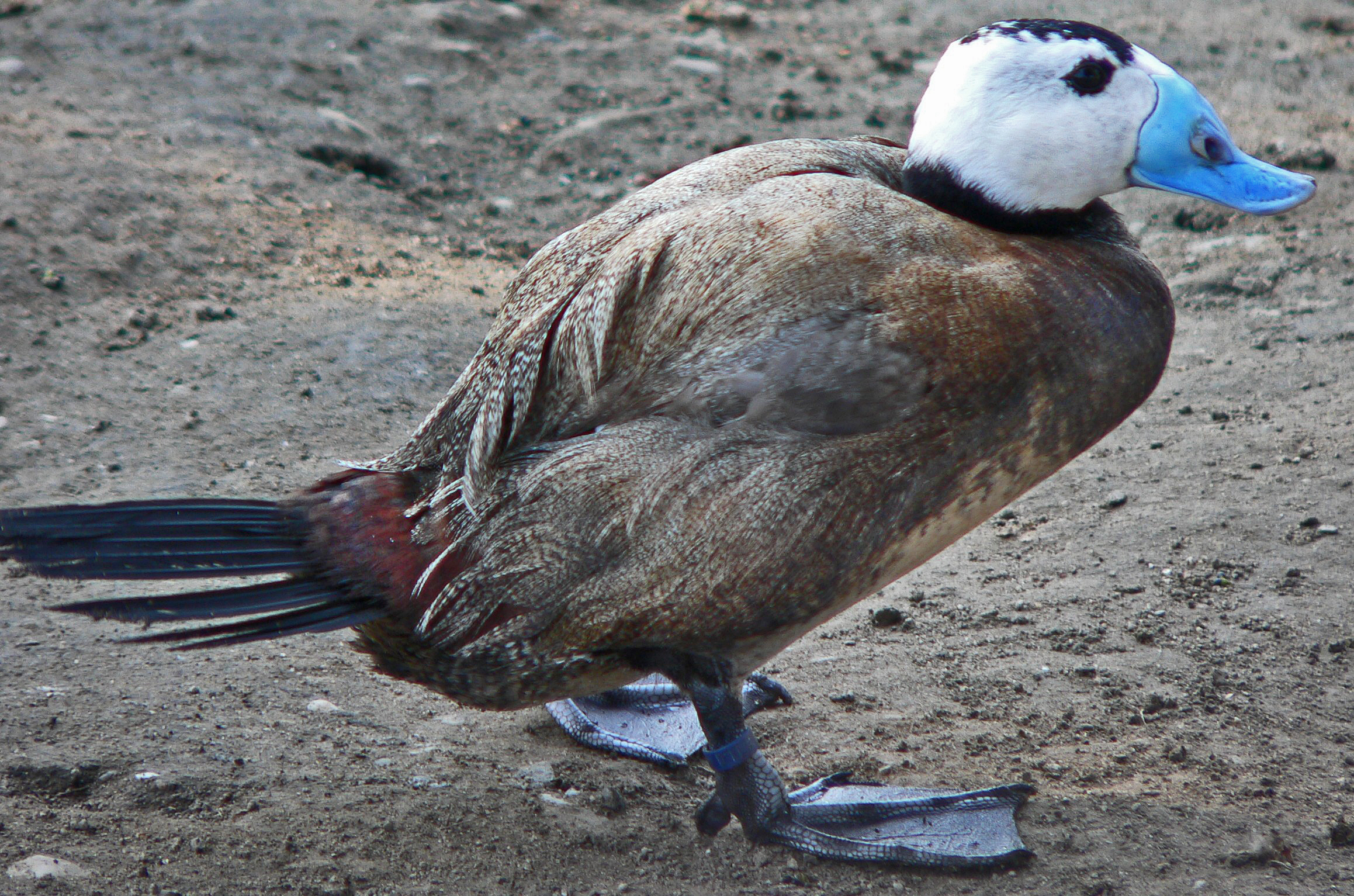
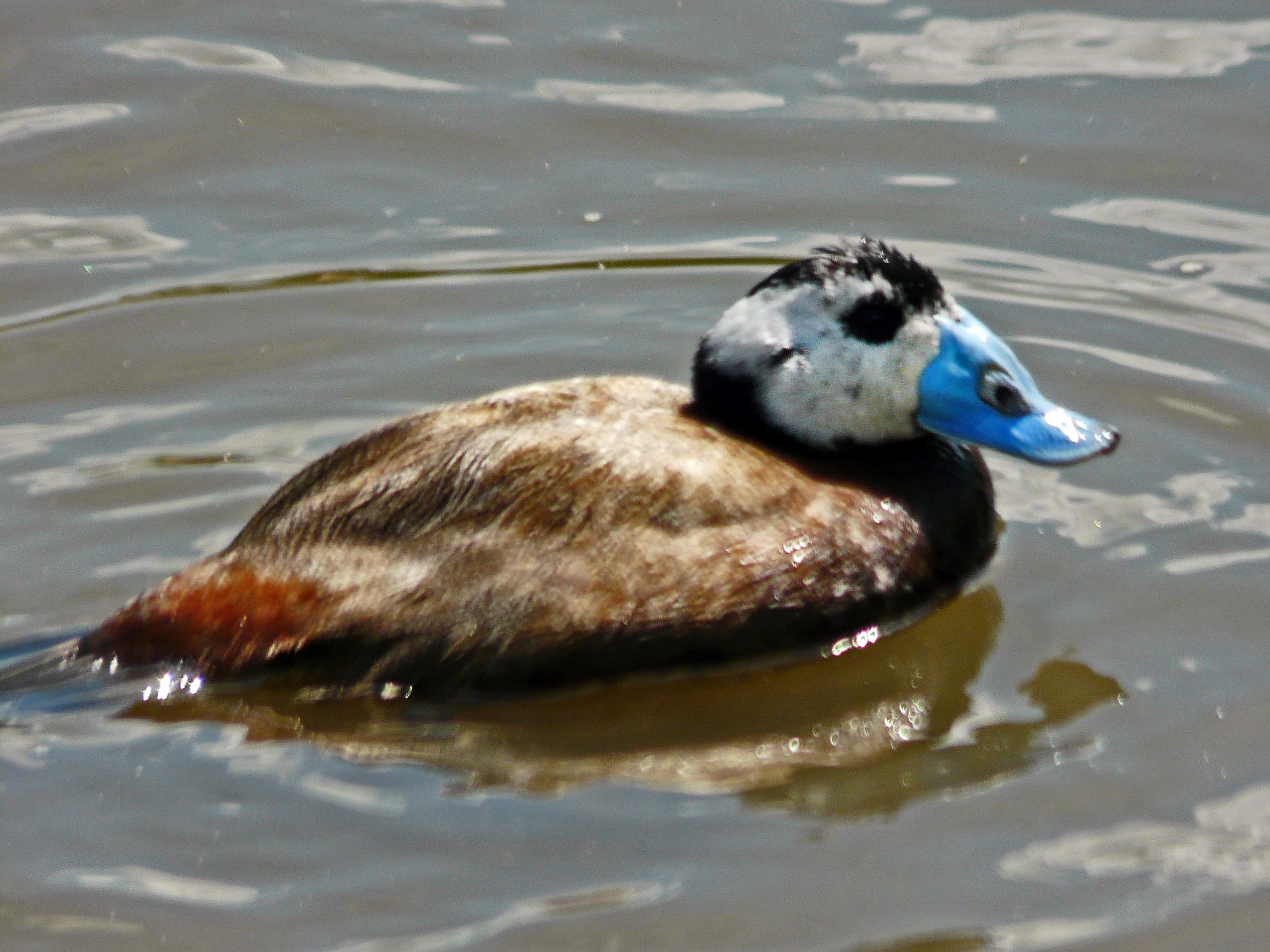
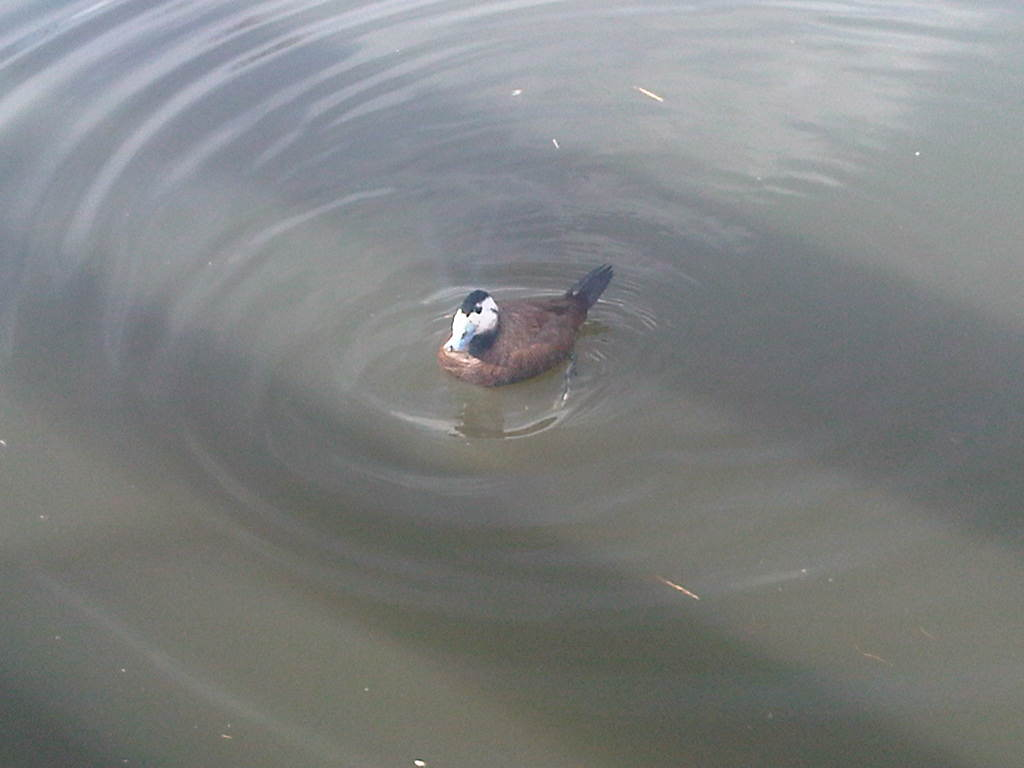
Úszó hím
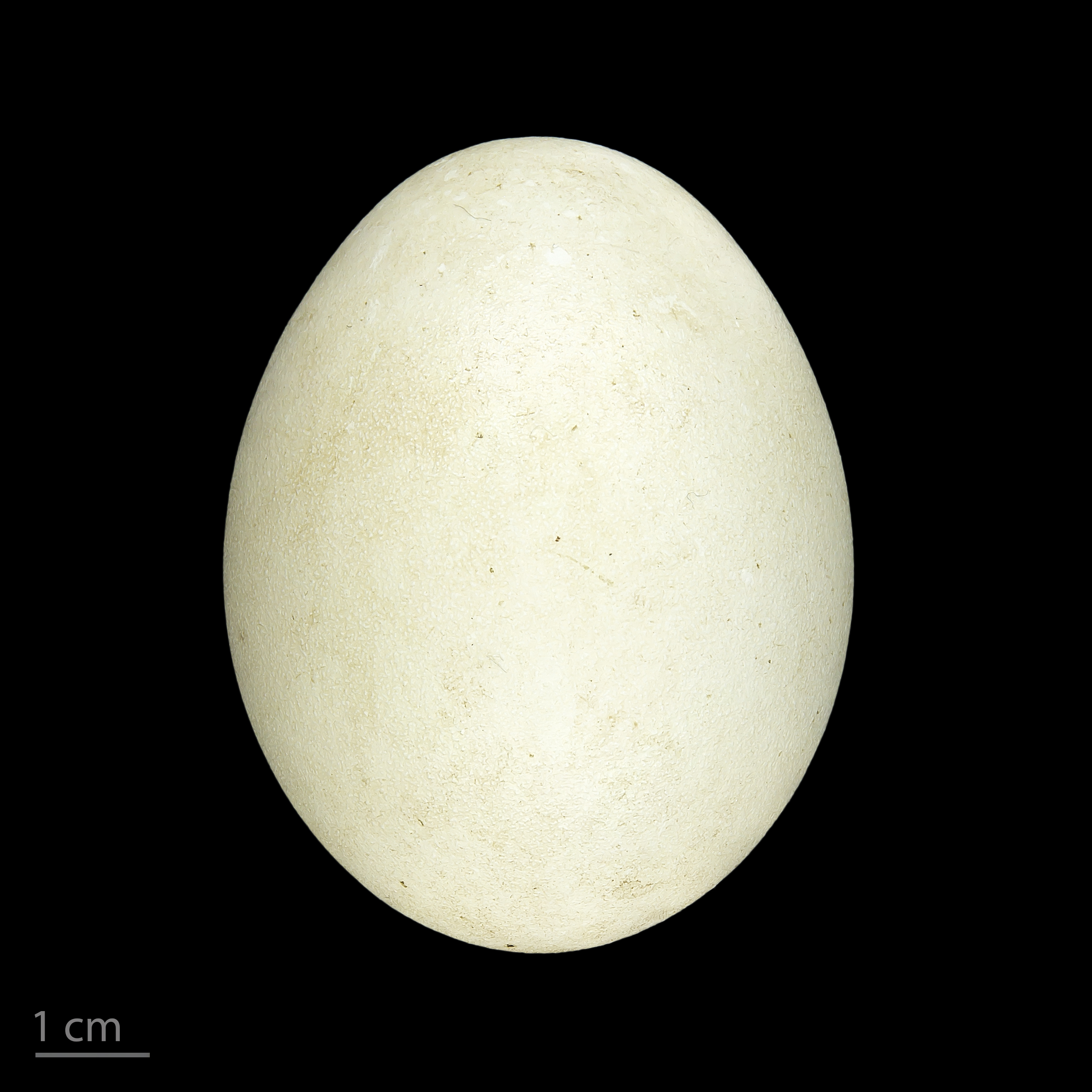
Museum specimen